# Cañon Krupp: periódico metralla de la guerra civil
Cañon Krupp va ser un periòdic espanyol publicat com a motiu del transcurs de la Tercera Guerra Carlista (1872-1876). De temàtica bèl·lica i republicana, el periòdic actuava com un representant del liberalisme, informant sobre els seus avanços i les seves victòries militars.
No va tenir una vida llarga, la primera publicació va arribar el 21 d'abril del 1874 i l'ultima el 24 de setembre d'aquell mateix any. La seva cancel·lació va ser deguda a la censura del govern contra aquest periodisme tan extremista.
El periòdic tenia el seu predecessor a «El Cañon Rayado» feta per la mateixa gent, de la qual no es té cap informació.

## Naixement
origen, qui i perquè el funda: La primera publicació data del 21 d'abril del 1874. No s'aclareix qui va ser el fundador del periòdic, només al final del primer número es diu que va estar editat per López, sense desvelar el seu nom complet. Va ser fundat com a motiu de la Tercera Guerra Carlina (1872-1876), quan el conflicte ja feia dos anys que s'havia desencadenat. López va fundar aquest periòdic com una manera de donar suport al bàndol liberal, republicà durant la guerra. Tenia la intenció de lluitar contra els carlistes, però en comptes d'utilitzar armes, utilitzarien el paper. Tenia també un valor en si d'exaltació de la Primera República i dels seus soldats, el periòdic tenia molt clar quins eren els seus lectors i ho aprofitava molt bé. Més concretament «Cañon Krupp» tenia una funció d'informar el lector liberal sobre l'estat de la guerra, les baixes de cada bàndol, per quins territoris s'anaven succeint les batalles, etc. Tot això amb un conjunt de breus apartats on s'explicaven aquestes situacions. El preu de sortida del periòdic era de quatre reals. A més hi havia l'opció d'un preu de subscripció, que costava sis reals cada dotze números publicats. Aquest servei comptava també amb una entrega domiciliària de les edicions. El preu inicial va variar amb les dues últimes entregues, que costaven dos quarts cadascuna, ja que eren números solts de només quatre pàgines. La periodicitat de les publicacions tenia una intenció de ser mensual fins al moment en què la guerra acabés, llavors es deixaria de publicar. Aquesta mensualitat no es va poder complir i el periòdic va tancar fins i tot abans del final de la guerra.

## Història
L'edició del periòdic estava dividida d'una manera força curiosa pel lector. Es tractava d'un periòdic de 8 pàgines per número, de les quals la meitat d'aquestes es basaven en il·lustracions de la guerra. Podien ser esbossos de material bèl·lic, il·lustracions d'algun edifici emblemàtic pels republicans o representacions dels camps de batalla on lluitaven entre dos bàndols, entre altres exemples. Monogràficament «Cañon Krupp» era un periòdic molt innovador per la seva època. A més de la ja esmentada divisió de les pàgines en imatges que tractaven esdeveniments o edificis importants, hi estaven també les imatges que dividien el text. Es tractava d'unes petites il·lustracions que es posaven al finalitzar un apartat del número o quan un text es feia massa llarg. Això ho feien per afavorir l'aspecte visual i per organitzar d'una manera més eficient els diferents apartats. Cal dir que la representació d'aquestes imatges moltes vegades tenien una intenció irònica de burla contra els carlins, els quals eren representats amb imatges de rates o amb calaveres i explosions, altres en canvi representaven només soldats liberals, per donar a entendre que s'està canviant a un tema relacionat amb les seves tropes.
El contingut del «Cañon Krupp» era molt variat i tenia diverses temàtiques. Tanmateix, cap d'aquests temes es repetia d'una manera contínua, i molts anaven canviant segons l'edició. Tot i això hi va haver uns pocs apartats que van repetir en diferents publicacions. El que més continuïtat va tenir va ser l'anomenat «Correspondencia». Tractava, bàsicament, d'informar sobre la situació d'un territori concret, on estaven succeint combats o algun esdeveniment important. La diferència amb altres apartats que podien ser semblants estava que en aquest hi anava un reporter al lloc per informar i expressava el seu punt de vista sobre els fets. El periodista i col·laborador que anava a informar era sempre el mateix, però no se sap la seva identitat, ja que sempre firmava els seus articles amb una «P». També era habitual veure poesia en les publicacions. Eren poemes amb temàtica bèl·lica, concretament de la guerra sobre la qual parlava el periòdic, la Tercera Guerra Carlina. Altres vegades posaven opinions contràries que donava la gent sobre allò que deien per respondre-les després. Però, en línies generals el contingut del periòdic es basava a exposar l'opinió de l'editor i d'altres possibles col·laboradors sobre la situació de la guerra (baixes dels dos bàndols, diners que es gastaven per mantenir la guerra, generals destacats...). Tenien molt clar quins eren els seus lectors i ho aprofitaven al màxim, donant només les notícies positives del seu bàndol i només també les negatives de l'altre.
Pel que fa a les seves suspensions, «Cañon Krupp» no va rebre cap fins de provisional, la que va rebre va ser definitiva. Si bé, és veritat que des del primer número ja 
aven als seus lectors sobre la dificultat que hi tindrien per publicar les següents entregues, en part per la força amb què defensaven als seus i en part també per la falta de paper, tal com deien els per la seva «escasez de munición». Tot i això els sempre van fer tot el que estava al seu abast per complir amb la seva paraula de publicar un número setmanal del periòdic fins al final de la guerra. Només hi va haver una setmana en la qual van publicar l'edició corresponent, l'última del mes de juny. No li van donar gaire importància a aquesta falta, ja que ni tan sols ho van mencionar al següent número que van publicar, dues setmanes després.

## Final
La desaparició definitiva de «Cañon Krupp» va arribar el 24 de setembre del 1874, només cinc mesos després de la primera publicació. Va arribar acompanyat d'una edició especial, acomiadant-se dels seus lectors i explicant els motius del seu tancament. Van dir, bàsicament, que si havien de tancar era per la poca llibertat i les restriccions del govern amb la premsa escrita, que segons les seves paraules no els deixaven combatre els seus enemics. Tampoc es van estendre més, ja que no van donar molts detalls sobre el perquè. També van reiterar la seva intenció fallida de publicar números durant tota la guerra i van avisar que si en algun moment fos possible o si hi hagués cap succés extraordinari ells tornarien a donar guerra a la seva manera. La resta de la publicació continuava com totes les publicacions del periòdic, però amb menys extensió i sense cap secció concreta, però sí amb les últimes i més recents notícies sobre la guerra.
«Cañon Krupp» va tenir una vida molt curta, però molt interessant. Els seus editors i col·laboradors no tenien por de la censura, i a més d'informar sobre les últimes notícies de la Tercera Guerra Carlista, també donaven la seva opinió sobre els carlistes sense mossegar-se la llengua. És veritat que per això el govern els va suspendre, però el fet d'anar tant de cara els dona un valor que cal reconèixer-l'his. També van sorprendre amb la seva manera d'administrar els continguts intercalant text amb il·lustracions. Va ser una manera molt original de presentar les seves publicacions i d'atreure nous lectors.

## Relació de directors, redactors i col·laboradors
Tant directors, com editors i com redactors es van mantenir en l'anonimat durant el temps en què el periòdic va estar actiu, per tant no se sap pràcticament res d'ells. L'única informació que es té és l'inicial d'un dels redactors, més concretament d'aquell que s'encarregava de la «Correspondencia». Firmava els seus articles amb una «P». També se sap que el cognom de l'editor era López, ja que al final de cada edició ho firmava així. Per altra banda, sí que es té informació d'un dels col·laboradors. El seu nom era Tomás Padró i era l'encarregat de fer totes les il·lustracions. Padró era un dels il·lustradors més reconeguts i apreciats de l'època arribant a publicar treball per a revistes de gran importància com «Le Monde Illustré» o «La Ilustración española y americana».